# Siegfried Runge
Pour les articles homonymes, voir Runge.
Siegfried Runge, né le 8 juin 1884 à Breslau (Silésie) et mort le 24 mars 1945 à Rüsselsheim am Main (État populaire de Hesse), est un militaire allemand qui a participé à la Première et à la Seconde Guerre mondiale.

## Biographie
Commandant pendant le Troisième Reich, il obtient le grade de major général dans la Wehrmacht en 1944. Il a reçu la médaille Pour le Mérite le 30 août 1918 et la Croix de chevalier de la croix de fer en 1941.